# Louis François Hérisson
Pour les articles homonymes, voir Hérisson (homonymie).
 (août 2014).
Louis François Hérisson, né le 20 décembre 1810 à Paris et mort dans la même ville le 8 août 1859, est un artiste peintre français, paysagiste, portraitiste et auteur de scènes de genre. Il s'inscrit dans la tradition des peintres romantiques.

## Biographie et œuvre
D'une famille parisienne, Louis François Hérisson a vécu toute sa vie dans la capitale. Il s'est formé à la peinture en intégrant successivement deux ateliers d'artistes, celui du paysagiste Jules Coignet (1798-1860) puis celui de Camille Roqueplan (1803-1855).
Il expose au Salon du Louvre à partir de 1834 jusqu'en 1851. Il a participé également à des salons de province, ceux de Cambrai et à plusieurs reprises de Boulogne-sur-Mer. Enfin, il a exposé dans plusieurs lieux à Paris, dont les Galeries des Beaux-arts en 1845.
Il a travaillé sur trois types de genre artistique. D'abord la peinture de paysage, base de sa formation, en particulier les paysages des forêts de Fontainebleau et de Compiègne, et les paysages de Normandie et du Massif central. Ensuite, il a peint des scènes de genre inspirées souvent de la littérature, comme Jean-Jacques Rousseau (La Nouvelle Héloïse), Walter Scott  ou La Fontaine. Enfin, il a réalisé de nombreux portraits de commande. Il avait commencé par les portraits des membres de sa famille, qu'il a notamment exposés au Salon, puis a eu des commandes. La plupart de ces portraits ont pour arrière-plan des paysages très travaillés. Il a également réalisé des gravures pour des revues de mode, en particulier la revue Psyché dans les années 1854-1858.
Il a épousé la fille d'un couple de notables, Émilie Gay, dont le père a été maire de Forges (Seine-et-Oise). Il a eu deux filles, dont Jenny Hérisson. L'artiste étant mort jeune, ses deux filles ont eu un tuteur : le major Branche, qui a fait comme leur père les guerres napoléoniennes.

## Distinction
Louis François Hérisson a reçu une médaille au salon de Boulogne-sur-Mer en 1850 pour son tableau Jean-Jacques Rousseau et les demoiselles Galley et Graffenried, qui avait été exposé au salon au Louvre en 1849.

## Marché de l'art
Des œuvres de Louis François Hérisson passent régulièrement sur le marché de l'art en France, à Drouot ou dans des galeries.
Aux États-Unis, deux œuvres sont à signaler en vente publique : 
- Le tableau Les lavandières, vendu par Sotheby's New York le 16 février 1994, lot numéro 252, reproduit au catalogue
- Le tableau Pierrette going to market (œuvre de 1854), vendu le 28 janvier 2012 sous le numéro 328.